# 1870 au Québec
Cet article traite des événements survenus en 1870 au Québec. 

## Événements

### Janvier
- 7 janvier : le maire de Québec, William Hossak, doit démissionner parce qu'il est juridiquement incapable d'exercer ses fonctions en raison de sa résidence à l'extérieur de la ville. Adolphe Guillet dit Tourangeau lui succède temporairement.
- 12 janvier : la session au Parlement de Québec reprend après l'intermède du temps des Fêtes[1].
- 20 janvier : la loi créant la Police provinciale est adoptée par le Conseil législatif.
- 24 janvier : l'Assemblée législative adopte la loi dite des citoyens, statuant que le maire sera désormais élu par son conseil municipal[2].

### Février
- 1er février :
  - l'Acte parlementaire de Québec est sanctionné. Cette loi assure la liberté de parole du député ainsi que sa protection dans l'accomplissement de son devoir[3].
  - la session est prorogée.

### Mars
- 4 mars : le gouvernement provisoire métis du Manitoba, dont le chef est Louis Riel, décide l'exécution de Thomas Scott, accusé de rébellion. Cet événement aura des profondes répercussions au Canada et au Québec dans les mois suivants[4].
- 11 mars : à la Chambre des communes, on vote le renvoi de la loi devant abolir le double mandat des députés, qui peuvent siéger dans les législatives fédérale et provinciale[5].
- 18 mars : à Ottawa, un projet de loi est déposé créant une Cour d'appel du Québec[6].
- 24 mars : plusieurs zouaves pontificaux, envoyés à Rome en 1868 pour défendre le pape contre l'armée italienne, reviennent au Canada via la France[7].

### Avril
- 4 avril : l'exécution de Thomas Scott par les Métis de Louis Riel est discutée à la Chambre des communes. Plusieurs députés anglophones demandent la tête de Riel.
- 7 avril : les zouaves pontificaux arrivent à Québec[8].
- 9 avril : la nouvelle salle de l'Institut canadien est inaugurée à Québec[9].
- 20 avril : Pierre Garneau est élu maire de Québec.

### Mai
- 2 mai : Adolphe Guillet dit Tourangeau conteste la validité de la dernière élection municipale et refuse de céder son siège. Comptant sur l'appui de ses citoyens, lui et ses conseillers s'emparent de l'Hôtel de ville. La police se met sous l'autorité du nouveau maire Pierre Garneau et fait le siège du bâtiment[10].
- 4 mai : Tourangeau et ses amis décident de se rendre aux autorités. Pierre Garneau prend officiellement possession de la mairie.
- 5 mai : la Cour supérieure du Québec ordonne la sépulture immédiate de Joseph Guibord dans un cimetière catholique. Cet imprimeur, membre de l'Institut canadien décédé en 1869, avait été excommunié par les autorités ecclésiastiques. L'affaire va aussitôt en Cour d'appel du Québec[11].
- 12 mai : Ottawa adopte la loi établissant le Manitoba comme province canadienne.
- 17 mai : le prince Arthur, duc de Connaught et Strathearn (en), fils de la Reine Victoria, est en visite à Québec. Il loge à Spencer Wood[12].
- 19 mai : un énorme incendie ravage le Saguenay—Lac-Saint-Jean. Tout le territoire entre Saint-Félicien à l'ouest et La Baie à l'est est rasé et 600 familles se retrouvent sans abri. Plus tard, on appellera cet événement le Grand Feu[13].
- 25 mai : Les troupes britanniques et la milice canadienne repousse une attaque de 200 à 400 Féniens, à Eccles Hill, près de Frelighsburg, en Montérégie[14].
- 28 mai : le gouvernement Chauveau accorde un secours de 3 000 $ aux sinistrés du Saguenay—Lac-Saint-Jean[15].

### Juin
- 6 juin : Brown Chamberlin quitte ses fonctions du député fédéral de Missisquoi pour devenir imprimeur de la Reine à Ottawa.
- 8 juin : le prince Arthur, duc de Connaught et Strathearn (en), est reçu à Montréal par le maire William Workman et ses conseillers. Plus tard, une rue (la rue Prince-Arthur) sera nommé en son honneur[16].
- 13 juin : à Montréal, le maire William Workman reçoit une pétition le priant de convoquer une assemblée publique devant discuter de la menace d'une possible invasion des Féniens à la frontière[17].
- 27 juin : une assemblée à Montréal, réunissant entre autres Alexander Tilloch Galt, William Workman et Hugh Allan adoptent une résolution réclamant l'indépendance complète du Canada[18].

### Juillet
- 5 juillet : le libéral-conservateur George Barnard Baker remporte l'élection partielle fédérale de Missisquoi à la suite de la démission de Brown Chamberlin.
- 6 juillet : le prince Arthur, duc de Connaught et Strathearn (en), repart en Angleterre après un séjour de 10 mois au Canada[19].
- 15 juillet : le Manitoba devient la cinquième province du Canada.
- 28 juillet : à la veille de la Guerre franco-allemande, la plupart des journaux francophones du Québec prennent parti pour la France[20].

### Août
- Août : la région d'Aylmer est ravagée par un incendie[21].
- 4 août : le député libéral fédéral de Saint-Hyacinthe Alexandre-Édouard Kierzkowski meurt en fonction à l'âge de 53 ans.
- 15 août : le libéral Télesphore Fournier est élu par acclamation député de Bellechasse aux Communes à la suite de la démission de Louis-Napoléon Casault[22].
- 24 août
  - Louis Riel fuit le Manitoba.
  - des souscriptions sont organisées au Québec pour aider la France en guerre[23].

### Septembre
- 1er septembre : le libéral Louis Delorme est élu par acclamation député de Saint-Hyacinthe aux Communes.
- 5 septembre : le comité d'arbitrage rend sa sentence concernant le règlement de la dette de l'ancien Canada-Uni. Le Québec prend en charge une dette de 5 000 000 $ alors que l'Ontario en prend une de 5 600 000 $[24].
- 9 septembre : la Cour d'appel renverse la décision de la Cour supérieure dans  Jean Guibord[25].
- 13 septembre : le député conservateur fédéral de Richelieu Thomas McCarthy meurt en fonction à l'âge de 38 ans.

### Octobre
- 11 octobre : le libéral Laurent-David Lafontaine (en) remporte sans opposition l'élection partielle de Napierville[3].

### Novembre
- 3 novembre : ouverture de la quatrième session de la 1re législature[3].
- 15 novembre : le gouvernement dépose un projet de loi visant à la construction d'un chemin de fer reliant Montréal à Québec par la rive nord[26].
- 18 novembre : le conservateur indépendant Georges Isidore Barthe est élu député de Richelieu aux Communes à la suite de la mort de Thomas McCarthy
- 27 novembre : inauguration du chemin à lisses reliant Montréal à Gosford[27].
- 29 novembre : le discours du budget du trésorier Joseph Gibb Robertson annonce des dépenses de 1 841 000 $ et des recettes de 1 691 000 $ pour l'année en cours[28].

### Décembre
- 9 décembre : l'Assemblée législative adopte une série de résolutions dénonçant la sentence du comité d'arbitrage concernant la dette de l'ancien Canada-Uni[29].
- 24 décembre : la session est prorogée.

## Naissances
- 23 septembre -Henriette Tassé (écrivaine) († 1964)
- 7 février - Joseph-Auguste Frigon (homme politique) († 14 février 1944)
- 3 mars - Achille Bergevin (homme politique)  († 16 avril 1933)
- 22 mai - Fabien-Zoël Decelles (personnalité religieuse) († 27 novembre 1942)
- 25 août - Antoine Godeau (acteur) († 7 juin 1946)
- 27 août - Joseph Gauvreau (journaliste) († 10 mars 1942)
- 30 août - Jérémie-Louis Décarie (homme politique) († 5 novembre 1927)
- 9 octobre -Jules Dorion (journaliste) († 13 mars 1939)
- 22 octobre - Camille Roy (critique littéraire) († 24 juin 1943)
- 23 octobre - Pierre-Georges Roy (historien et archiviste) († 4 novembre 1953)
- 17 novembre - Jean Prévost (homme politique) († 22 juillet 1915)

## Décès
- 30 avril - Thomas Cooke (personnalité religieuse) (º 9 février 1792)
- 4 août - Alexandre-Édouard Kierzkowski (auteur et homme politique) (º 21 novembre 1816)
- 7 août - François Lesieur Desaulniers (en) (homme politique) (º 1785)
- 23 septembre - Thomas McCarthy (homme d'affaires et homme politique) (º 1832)
- 13 octobre - Charles-François Baillargeon (personnalité religieuse) (º 25 avril 1798)
- 23 décembre - Théophile Hamel (peintre) (º 8 novembre 1817)

### Articles généraux
- Chronologie de l'histoire du Québec (1867 à 1899)
- L'année 1870 dans le monde

### Articles sur l'année 1870 au Québec
- Rébellion de la rivière Rouge
- Grand feu du Saguenay–Lac-Saint-Jean